# Pietà (del Piombo)
La Pietà est une peinture à l'huile sur panneau de 270 × 225 cm réalisée par Sebastiano del Piombo et datant de 1512-1516. L'œuvre est conservée au Museo Civico de Viterbe (Italie), aujourd'hui au palazzo dei priori, arcades.
Il s'agit de la première preuve de la collaboration entre Sebastiano del Piombo et Michel-Ange, ce dernier fournissant le dessin pour l'œuvre, comme le confirme l'existence d'études préparatoires.
L'œuvre a été commandée pour l'église San Francesco à Viterbe par Giovanni Botonti.

## Postérité
Le tableau fait partie du musée imaginaire de l'historien français Paul Veyne, qui le décrit dans son ouvrage justement intitulé Mon musée imaginaire.

## Sources
- (it) Pierluigi De Vecchi et Elda Cerchiari, I tempi dell'arte, vol. 2, Milan, Bompiani, 1999 (ISBN 88-451-7212-0).
- (it) Pierluigi De Vecchi ed Elda Cerchiari, I tempi dell'arte, vol. 2, Milano, Bompiani, 1999 (ISBN 88-451-7212-0)
- (it) Costanza Barbieri, Notturno Sublime. Sebastiano e Michelangelo nella Pietà di Viterbo, Roma, Viviani arte (ISBN 978-887-993-100-7)
- (it) Andrea Alessi, Dante, Sebastiano e Michelangelo. L'Inferno nella Pietà di VIterbo, Milano, Electa-Mondadori, 2007 (ISBN 978-883-705-375-8)
- (it) Andrea Alessi, Dante, Sebastiano e Michelangelo. Nuove riflessioni sulla Pietà di Viterbo, in Sebastiano del Piombo 1485-1547, catalogo della mostra a cura di Claudio Strinati, Milano, Motta editore, 2008 (ISBN 978-185-709-608-8)
- (it) Paul Johannides, Matthias Wivel, Sebastiano & Michelangelo. Catalogogue del l'exposition, London, National Gallery of London, 2017 (ISBN 978-1857096088)
- (it) Andrea Alessi, Eretici non eretici. Vittoria Colonna, Michelangelo e il circolo degli spirituali, Roma, La Lepre edizioni, 2020 (ISBN 978-88-9938-977-2)
- (it) Andrea Alessi, Sebastiano & Michelangelo nella città dei papi, Roma, La Lepre edizioni, 2020 (ISBN 978-888-929-167-2)